# Carex microstachya
Carex microstachya är en halvgräsart som beskrevs av Jakob Friedrich Ehrhart. Carex microstachya ingår i släktet starrar, och familjen halvgräs. Inga underarter finns listade i Catalogue of Life.